# Pyrausta sartotralis
Pyrausta sartotralis là một loài bướm đêm trong họ Crambidae.